# یدالی دیابی
یدالی دیابی (انگلیسی: Yadaly Diaby؛ زادهٔ تاریخ ورودی نامعتبر است) بازیکن فوتبال است.